# Chaetosphaeria phaeostalacta
Chaetosphaeria phaeostalacta är en svampart som beskrevs av Réblová 2004. Chaetosphaeria phaeostalacta ingår i släktet Chaetosphaeria och familjen Chaetosphaeriaceae.   Inga underarter finns listade i Catalogue of Life.